# Perry Pooley
 (mai 2020).
Pour les articles homonymes, voir Pooley.
Perry Pooley (né le 2 août 1960 à Exeter, dans la province de l'Ontario au Canada) est un joueur professionnel canadien de hockey sur glace. Il est le frère jumeau de Paul Pooley.

## Carrière en club
En 1977, il commence sa carrière avec les Canadians de Kingston dans la AHO. Il passe professionnel avec les Canadiens de Sherbrooke dans la Ligue américaine de hockey en 1984.

## Statistiques
| Saison    | Équipe                  | Ligue |                            | Saison régulière           | Saison régulière           | Saison régulière           | Saison régulière           | Saison régulière           |                            | Séries éliminatoires       | Séries éliminatoires       | Séries éliminatoires       | Séries éliminatoires | Séries éliminatoires |
| Saison    | Équipe                  | Ligue | PJ                         | B                          | A                          | Pts                        | Pun                        | PJ                         | B                          | A                          | Pts                        | Pun                        |                      |                      |
| 1977-1978 | Canadians de Kingston   | AHO   | 2                          | 0                          | 0                          | 0                          | 0                          | -                          | -                          | -                          | -                          | -                          |                      |                      |
| 1978-1979 | Canadiens de Kingston   | AHO   | Statistiques indisponibles | Statistiques indisponibles | Statistiques indisponibles | Statistiques indisponibles | Statistiques indisponibles | Statistiques indisponibles | Statistiques indisponibles | Statistiques indisponibles | Statistiques indisponibles | Statistiques indisponibles |                      |                      |
| 1979-1980 | Rangers de North York   | LHJO  | 32                         | 15                         | 22                         | 37                         | 25                         | -                          | -                          | -                          | -                          | -                          |                      |                      |
| 1980-1981 | Buckeyes d'Ohio State   | CCHA  | 37                         | 9                          | 15                         | 24                         | 62                         | -                          | -                          | -                          | -                          | -                          |                      |                      |
| 1981-1982 | Buckeyes d'Ohio State   | CCHA  | 34                         | 8                          | 8                          | 16                         | 24                         | -                          | -                          | -                          | -                          | -                          |                      |                      |
| 1982-1983 | Buckeyes d'Ohio State   | CCHA  | 40                         | 29                         | 26                         | 55                         | 36                         | -                          | -                          | -                          | -                          | -                          |                      |                      |
| 1983-1984 | Buckeyes d'Ohio State   | CCHA  | 41                         | 39                         | 40                         | 79                         | 28                         | -                          | -                          | -                          | -                          | -                          |                      |                      |
| 1984-1985 | Canadiens de Sherbrooke | LAH   | 69                         | 10                         | 18                         | 28                         | 16                         | 13                         | 1                          | 1                          | 2                          | 0                          |                      |                      |
| 1985-1986 | Canadiens de Sherbrooke | LAH   | 67                         | 12                         | 19                         | 31                         | 15                         | -                          | -                          | -                          | -                          | -                          |                      |                      |
| 1986-1987 | Komets de Fort Wayne    | LIH   | 82                         | 30                         | 31                         | 61                         | 31                         | 11                         | 5                          | 3                          | 8                          | 4                          |                      |                      |

## Trophées et distinctions

### Ligue américaine de hockey
- Il remporte la Coupe Calder avec les Canadiens de Sherbrooke en 1984-1985.